# Hornera falklandica
Hornera falklandica is een mosdiertjessoort uit de familie van de Horneridae. De wetenschappelijke naam van de soort is voor het eerst geldig gepubliceerd in 1944 door Borg.